# Caravan Palace (band)
Caravan Palace is een Franse electroswing-band, afkomstig uit Parijs. De band is sinds oktober 2008 actief en heeft sindsdien 5 albums uitgebracht.

## Bezetting

#### Huidig
- Zoé Colotis – zang
- Arnaud "Vial" de Bosredon – compositie, productie, gitaar, zang
- Charles Delaporte – compositie, productie, basgitaar, zang
- Paul-Marie Barbier – piano, percussie, vibraphone
- Martin Berlugue – trombone
- Lucas Saint-Cricq – saxofoon, klarinet
- Odd Sweet – danser

#### Voormalig
- Hugues Payen – viool, zang
- Camille Chapelière – saxofoon, klarinet
- Victor Raimondeau – saxofoon
- Antoine Toustou – trombone

## Discografie

### Studio albums
| Titel                   | Details | Ranglijsten | Ranglijsten | Ranglijsten | Ranglijsten | Ranglijsten | Ranglijsten |
| Titel                   | Details | FRA         | BEL         | SWI         | UK          | UK Dance    | US Dance    |
| ----------------------- | --- | ----------- | ----------- | ----------- | ----------- | ----------- | ----------- |
| Caravan Palace          | - Uitgebracht: 20 Oktober 2008 - Formaat: CD, Digitaal downloaden, Streamen, LP - Muzieklabel: Wagram                                         | 11          | 42          | 72          | —           | —           | 16          |
| Panic                   | - Uitgebracht: 5 Maart 2012 - Formaat: CD, Digitaal downloaden, Streamen, LP - Muzieklabel: Wagram                                            | 20          | 74          | 43          | 97          | —           | —           |
| Robot Face <\|°_°\|>    | - Uitgebracht: 16 Oktober 2015 - Formaat: CD, Digitaal downloaden, Streamen, LP - Muzieklabel: Wagram                                         | 51          | 101         | 57          | 64          | 6           | 3           |
| Chronologic             | - Uitgebracht: 30 Augustus 2019 - Format: CD, digital download, streaming, LP, Cassette - Muzieklabel: Lone Diggers, Le Plan Recordings, MVKA | 58          | —           | 82          | 63          | —           | 6           |
| Gangbusters Melody Club | - Uitgebracht: 1 Maart 2024 - Formaat: CD, Digitaal downloaden, Streamen, LP - Muzieklabel: Lone Diggers, Le Plan Recordings,                 | 125         | —           | —           | 44          | 10          | —           |